# Det öppna samhället och dess fiender
Det öppna samhället och dess fiender (engelsk originaltitel: The Open Society and Its Enemies) är ett verk i två volymer av Karl Popper, publicerat 1945 i Storbritannien. De två volymerna översattes åren 1980–1981 till svenska.
I verket analyserar Popper den politiska filosofin hos Platon, Friedrich Hegel och Karl Marx, och menar att dessa tänkare har gemensamt att de förkastar det öppna samhället. Enligt Popper är "det öppna samhället" den samhälleliga motsvarigheten till ett öppet system: ett system som inte har något slutmål och som inte rör sig enligt bestämda lagar.

## Poppers beskrivningar av Platon, Hegel och Marx
Platon menade i Staten att det idealiska samhället var ett som befann sig i fullständig balans, och där de styrande hade kontroll över allt som skedde. Om samhället försattes ur jämvikt skulle det så småningom utveckla sig till en oligarki, sedan en demokrati och till sist en tyranni, varpå den idealiska staten skulle kunna uppstå igen.
Hegel menade att samhällsutvecklingen var styrd genom historiska lagar enligt schemat tes–antites–syntes, som nådde sitt historiska förverkligande i Preussen under hans egen tid.
Marx, å sin sida, menade att det var de materiella produktionsförhållandena som styrde idéutvecklingen, men menade på samma sätt som Hegel att historiens utveckling i mångt och mycket var förutbestämd. Enligt Marx skulle den kulminera i kommunismen och det klasslösa samhället.

## Poppers kritik
Popper är mycket kritisk mot denna form av historiedeterminism och menar att det är omöjligt att hålla samhället på en och samma kurs på väg mot utopi under längre tid, eller i vart fall att detta kräver ett orimligt mått av tvångsmakt.

## Eftermäle
Många liberaler, däribland Friedrich August von Hayek, har tagit starkt intryck av Poppers kritik mot utopiska samhällsteorier och historiedeterminism. Inte minst under kalla kriget var antiutopism ett framträdande drag hos delar av den liberala rörelsen.